# John Jairo Tréllez
John Jairo Tréllez (Turbo, Antioquia, Colombia, 29 de abril de 1968) es un exfutbolista colombiano que jugaba de delantero. Jhon Jairo le anotó gol a Millonarios en los cuartos de final de vuelta de la Copa Libertadores 1989 el juego terminó 1-1 en el Estadio El Campín y el global 2-1 a favor de Atlético Nacional que después terminó campeón del torneo continental.
Su hijo, Santiago Tréllez, también es futbolista.

## Selección nacional
Fue internacional con la Selección de fútbol de Colombia entre 1989 y 1994, jugando en 16 partidos. 

### Participaciones enCopas América
| Torneo                 | Sede                   | Resultado              | PJ | GA | Asis |
| ---------------------- | ---------------------- | ---------------------- | -- | -- | ---- |
| Copa América 1987      | Argentina              | Tercer lugar           | 1  | 0  | 0    |
| Copa América 1989      | Brasil                 | Fase de grupos         | 1  | 0  | 0    |
| Total en Copas América | Total en Copas América | Total en Copas América | 2  | 0  | 0    |

### Participaciones enEliminatorias al Mundial
| Eliminatoria                      | Sede del Mundial | Posición              | Resultado   | PJ | GA | Asis |
| --------------------------------- | ---------------- | --------------------- | ----------- | -- | -- | ---- |
| Eliminatorias Mundial de USA 1994 | Estados Unidos   | 1°lugar 10pts Grupo A | Clasificado | 2  | 0  | 0    |

## Clubes
| Club               | País           | Año       |
| ------------------ | -------------- | --------- |
| Atlético Nacional  | Colombia       | 1985-1989 |
| FC Zürich          | Suiza          | 1989-1991 |
| Atlético Nacional  | Colombia       | 1991-1994 |
| Boca Juniors       | Argentina      | 1994      |
| Juventude          | Brasil         | 1995-1996 |
| Atlético Nacional  | Colombia       | 1996-1997 |
| Al-Hilal           | Arabia Saudita | 1997-1998 |
| Dallas Burn        | Estados Unidos | 1999      |
| Raja Casablanca    | Marruecos      | 2000      |
| Hangzhou Greentown | China          | 2001-2004 |
| Bajo Cauca         | Colombia       | 2005-2006 |

## Palmarés

### Campeonatos nacionales
| Título                | Club              | País     | Año  |
| --------------------- | ----------------- | -------- | ---- |
| Campeonato colombiano | Atlético Nacional | Colombia | 1991 |

### Copas internacionales
| Título            | Club              | País     | Año  |
| ----------------- | ----------------- | -------- | ---- |
| Copa Libertadores | Atlético Nacional | Colombia | 1989 |

### Distinciones individuales
| Distinción                                    | Año  |
| --------------------------------------------- | ---- |
| Goleador del Campeonato colombiano (25 goles) | 1992 |